# Nokia 3310 (2000)
 For alternative betydninger, se Nokia 3310. (Se også artikler, som begynder med Nokia 3310)
Nokia 3310 er en mobiltelefon fra firmaet Nokia. Den blev lanceret den 1. september 2000 og sendt på markedet i fjerde kvartal af 2000.

## Beskrivelse
3310 afløste den meget succesfulde Nokia 3210. De væsentligste nyheder var en lavere vægt, den integrerede vibrationsalarm og mere hukommelse til ringetoner. Desuden kunne 3310 udstyres med en lithium-ion-akkumulator, som reducerede både telefonens vægt og opladningstiden.
Nokia 3310 blev meget populær, men opnåede dog ikke forgængerens salgstal. Frem til produktionen blev indstillet i 2005 blev der i alt solgt 126 mio. eksemplarer, hvor forgængeren 3210 blev solgt i mere end 160 mio. eksemplarer. Modellen var blandt de første mobiltelefoner, som man kunne sende sammensatte tekstbeskeder med. Sådanne SMS'er muliggjorde ved sammensætning af op til tre SMS'er tekster på op til 459 i stedet for ellers kun 160 karakterer, men blev af netudbyderen tilsvarende takseret som op til tre SMS'er.
Ud over billedbeskederne, som også kan bruges som pauseskærm, har telefonen også en påmindelsesfunktion samt de fire spil Snake II, Pairs II, Space Impact og Bantumi.
Displayet kan vise maksimalt fem linjer á 16 karakterer. Mobiltelefonen har også en vibrationsalarm samt 35 foruddefinerede ringetoner. Ringetonerne kan downloades til telefonen eller man kan oprette dem selv med ringetone-editoren. Nyt var også en chatfunktion, som viser SMS'erne i chatform.
På Nokia 3310 er kontakterne udelukkende gemt på simkortet. Derved er antallet stærkt begrænset, da simkort ved modellens introduktion normalt kunne gemme maksimalt 100 kontakter. Moderne simkort har væsentligt mere hukommelse, hvorved manglen på en telefonbog i selve enheden i dag er væsentligt mindre problematisk.
Funktionen Xpress-on™-Cover muliggør en let udskiftning af yderskallen.

## Varianter og produktion
Der er blevet produceret adskillige varianter af Nokia 3310, herunder Nokia 3315, 3320, 3330, 3350, 3360, 3390 and 3395.
Nokia 3310 blev fremstillet på fabrikkerne i Finland og Ungarn. Nokia 3315 blev fremstillet i Sydkorea.

## Design
Nokia 3310 blev udviklet i Nokias afdeling i København, og præsenteret på messen "Don't be bored. Be totally board." i Oberhausen, Tyskland og til "Nokia Unplugged" koncerter in the Asien. Det er en kompakt telefon med 84 × 48 pixler monokromt display.

## Efterfølgere
Senere blev Nokia 3330 introduceret. Den er teknisk identisk med 3310, men med udvidet software med WAP 1.1-kompatibilitet. Desuden har den en integreret telefonbog med plads til 100 kontakter, et nyt spil Bumper inkl. online highscore med WAP, en mulighed for vibration før ringetonen samt en animeret pauseskærm, som dog ikke kan udskiftes med en billedbesked.
Nokia 3410 og 3510 kan betragtes som efterfølgere for 3310.

## Relancering i 2017
Den 26. februar 2017 præsenterede Nokia på Mobile World Congress i Barcelona en mod designet af den oprindelige 3310 orienteret Dual-SIM mobiltelefon. Denne er udstyret med en farveskærm i QVGA-opløsning (320 × 240) og mulighed for at udvide den interne hukommelse til op til 32 GB ved hjælp af et microSD-kort. Den nye 3310 har ligeledes et kamera med LED-blitz, hvis fotos opnår en opløsning på to megapixel. Modellen kom på markedet i andet kvartal af 2017.